# سیارک ۷۴۹۴
سیارک ۷۴۹۴ (به انگلیسی: 7494 Xiwanggongcheng، نامگذاری:1995UV48) هفت هزار و چهارصد و نود و چهارمین سیارک کشف شده‌است که در ۲۸ اکتبر ۱۹۹۵ کشف شد.
قدر مطلق سیارک برابر ۱۱٫۹۰ است.